# Придурок (фильм)
«Придурок» (англ. The Jerk) — американский художественный фильм в жанре комедии режиссёра Карла Райнера, вышедший в 1979 году. Известен как дебют Стива Мартина.

## Сюжет
35-летний деревенский паренёк Нэйвин узнаёт, что он — приёмный ребёнок. Он оставляет своих чернокожих родителей и уезжает в город, чтобы попытать счастья и разбогатеть. Дуракам везёт, и Нэйвин становится богатым и знаменитым. Однако что делать с этим, он не знает…

## В ролях
| Актёр              | Роль               |
| ------------------ | ------------------ |
| Стив Мартин        | Нэйвин Джонсон     |
| Бернадетт Питерс   | Мэри Кимбл Джонсон |
| Кэтлин Адамс       | Пэтти Бернштейн    |
| Мэйбл Кинг         | мать               |
| Ричард Уорд        | отец               |
| Дик Энтони Уильямс | Тай Джонсон        |
| Билл Мэйси         | Стэн Фокс          |
| М. Эммет Уолш      | сумасшедший        |
| Джеки Мейсон       | Гарри Хартуниан    |